# Warren Brittingham
Warren George Brittingham (St. Louis, 2 settembre 1886 – El Paso, 19 dicembre 1962) è stato un calciatore statunitense, di ruolo attaccante.
Nel 1904 fece parte della squadra del Christian Brothers College che conquistò la medaglia d'argento nel torneo di calcio dei Giochi della III Olimpiade.